# Nieuwdonk

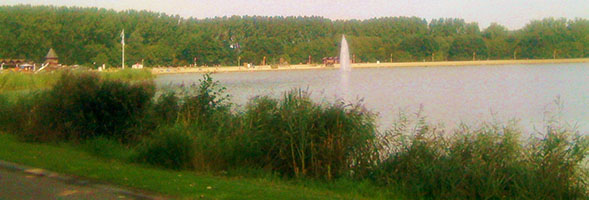
De vijver

Nieuwdonk is de naam van een gebied in het dorp Uitbergen, welke deel uitmaakt van de gemeente Berlare. De naam Nieuwdonk is één van de originele plaatsnamen in het dorp op de linkeroever van de Schelde, ten oosten van het dorp. Op historische kaarten wordt de naam vermeld als Nieuwdonckstraatje (Popp-kaarten). Sinds de omvorming van een tijdelijke zandwinning tot een recreatiepark door de Intercommunale DDS (Dender, Durme en Schelde) werd de naam Nieuwdonk ook toegepast als benaming van het domein. Sinds 2019 wordt het recreatiedomein beheerd door de Provincie Oost-Vlaanderen.
Het domein is gelegen in het gebied Het Broek en ligt ten zuiden van de Eendenkooi, nabij het Donkmeer. Het terrein is 175 hectare groot en de aangelegde zwemvijver is 26 hectare groot, waarvan een deel afgebakend is als zwemwater. Het diepste punt van de vijver is 22 meter en wordt aangeduid door een boei. Er kan gezwommen worden, er is een restaurant, een zeil- en surfschool en een speeltuin. Het recreatiedomein Nieuwdonk wordt door de provincie Oost-Vlaanderen uitgebaat. 
De vijver van Nieuwdonk ontstond als overblijfsel van zandontginning in de periode 1973-1978, toen zich hier de tijdelijke zandgroeve "Maes" bevond. Tijdens die zandwinning werd hier diverse prehistorische fossielen gevonden, zoals beenderen van mammoeten, neushoorns en haaientanden.
Sinds 2023 kan er ook geroeid worden op Nieuwdonk. Roeiclub Roeiteam Scheldeland voorziet lessenreeksen voor beginners en die daarna ook roeien op de Zeeschelde te Wichelen of Dendermonde.